# Пожарская, Светлана Георгиевна
Светла́на Гео́ргиевна Пожа́рская (род. 8 марта 1951, Москва) — российский фотограф и фотохудожник. Заслуженный работник культуры Российской Федерации. Почётный член Союза фотохудожников России.

## Биография
Родилась 8 марта 1951 года в Москве.
В 1980 году окончила Московский государственный институт культуры.
В 1990 году вступила в Союз фотохудожников России. Является секретарём Союза фотохудожников России.
Являлась ведущим специалистом отдела фотокиноискусства Государственного Российского дома народного творчества.
В своих работах широко использует сканографию.

## Персональные выставки
- 2006 — «Иллюзия времени и образа», Москва, галерея «ФотоСоюз»[6]
- 2006 — «Сканограммы Светланы Пожарской», Нижний Новгород, Русский музей фотографии[7]
- 2011 — «Светлана Пожарская», Самара, галерея «Новое пространство»[8]
- 2013 — «Грани самовыражения», Хабаровск, Дом творческой интеллигенции[9]
- 2013 — «Сканограммы», Черновцы, Центр культуры «Вернисаж»[10]
- 2017 — «Грани времени. Из семейного альбома», Краснодар, арт-студия «Глюк»[11]

## Работы
Работы Светланы Пожарской находятся в частных собраниях в России и за рубежом, а также в коллекциях:
- Государственный Русский музей (Санкт-Петербург)
- Государственный музей изобразительных искусств имени А. С. Пушкина, (Москва)
- Музей российской фотографии (Коломна)
- Музей Москвы (Москва)
- Союз фотоискусства Литвы
- Союза фотохудожников России[12]

## Награды и премии
- Заслуженный работник культуры Российской Федерации, присвоено 7 июня 1996 года[2]